# King Vidor

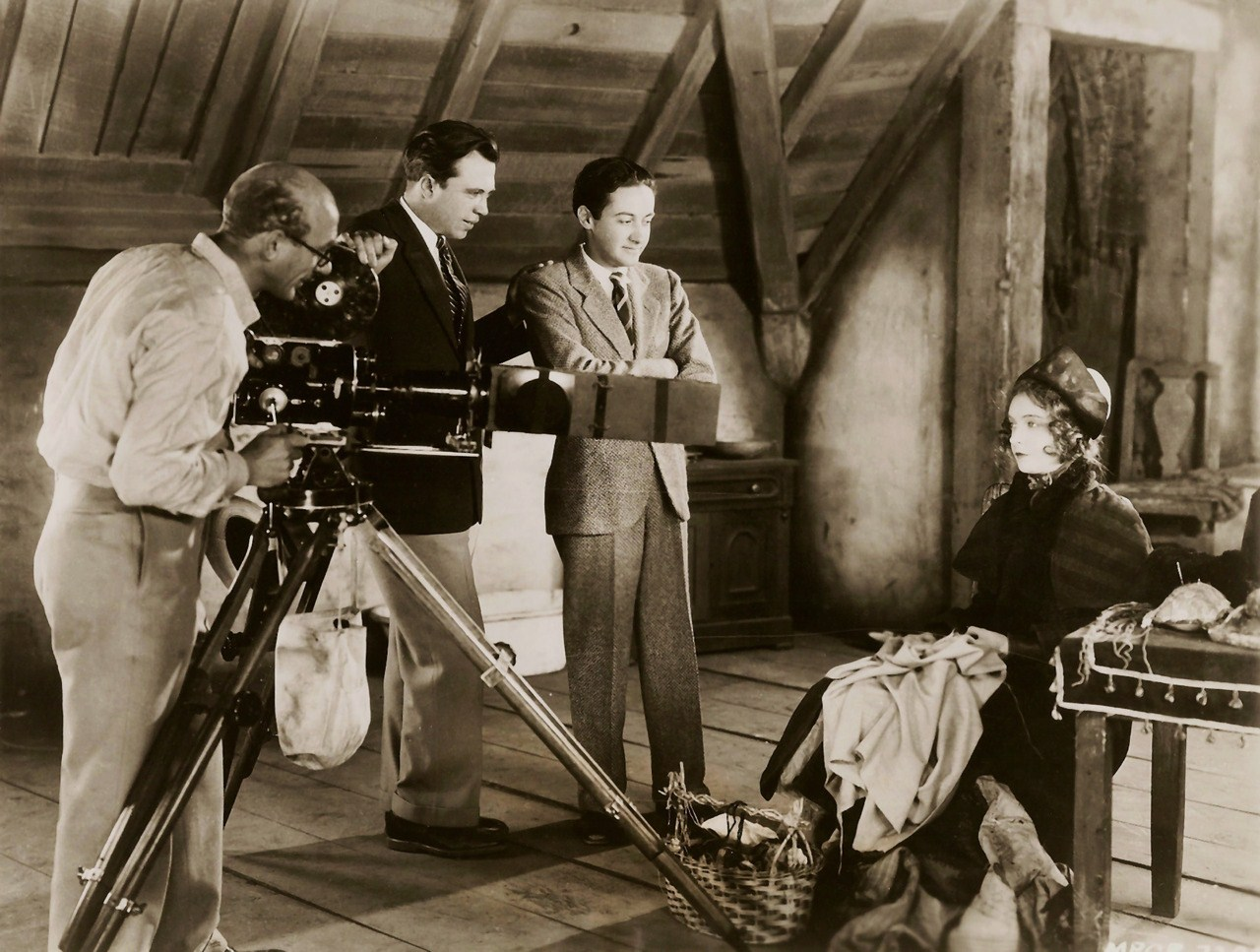
King Vidor (i svart kostym) under inspelningen av La Bohème (1926).

King Wallis Vidor, född 8 februari 1894 i Galveston i Texas, död 1 november 1982 i Paso Robles i San Luis Obispo County, Kalifornien, var en amerikansk filmregissör, filmproducent och manusförfattare, vars karriär sträckte sig nästan sju årtionden. Vidor nominerades fem gånger till Oscar för bästa regi och tilldelades 1979 en heders-Oscar för sina "ojämförliga insatser som filmskapare och innovatör". Han vann även åtta internationella filmpriser under sin karriär. King Vidor är inte besläktad med regissörskollegan Charles Vidor.
Många av King Vidors största filmframgångar kom under 1920-talet, med filmer som Den stora paraden (1925), En av de många (1928) och Halleluja! (1929). Bland hans senare filmer kan nämnas Stella Dallas (1937), Duell i solen (1946) och Lev Tolstoj-filmatiseringen Krig och fred (1956).

## Filmografi i urval
- 1925 – Den stora paraden
- 1928 – En av de många
- 1929 – Halleluja!
- 1937 – Stella Dallas
- 1938 – Citadellet
- 1940 – Nordvästpassagen
- 1941 – En viss mr. Pulham
- 1946 – Duell i solen
- 1948 – Kom och blås!
- 1949 – Pionjären
- 1955 – Mannen utan öde
- 1956 – Krig och fred
- 1959 – Salomo och drottningen av Saba

## Galleri

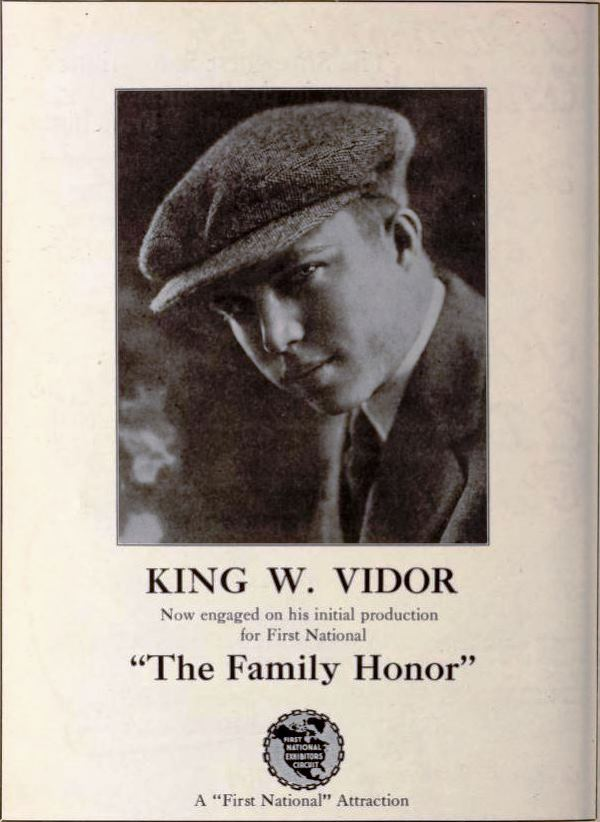
King Vidor 1920 i amerikanska filmbranschens tidning Exhibitors Herald.
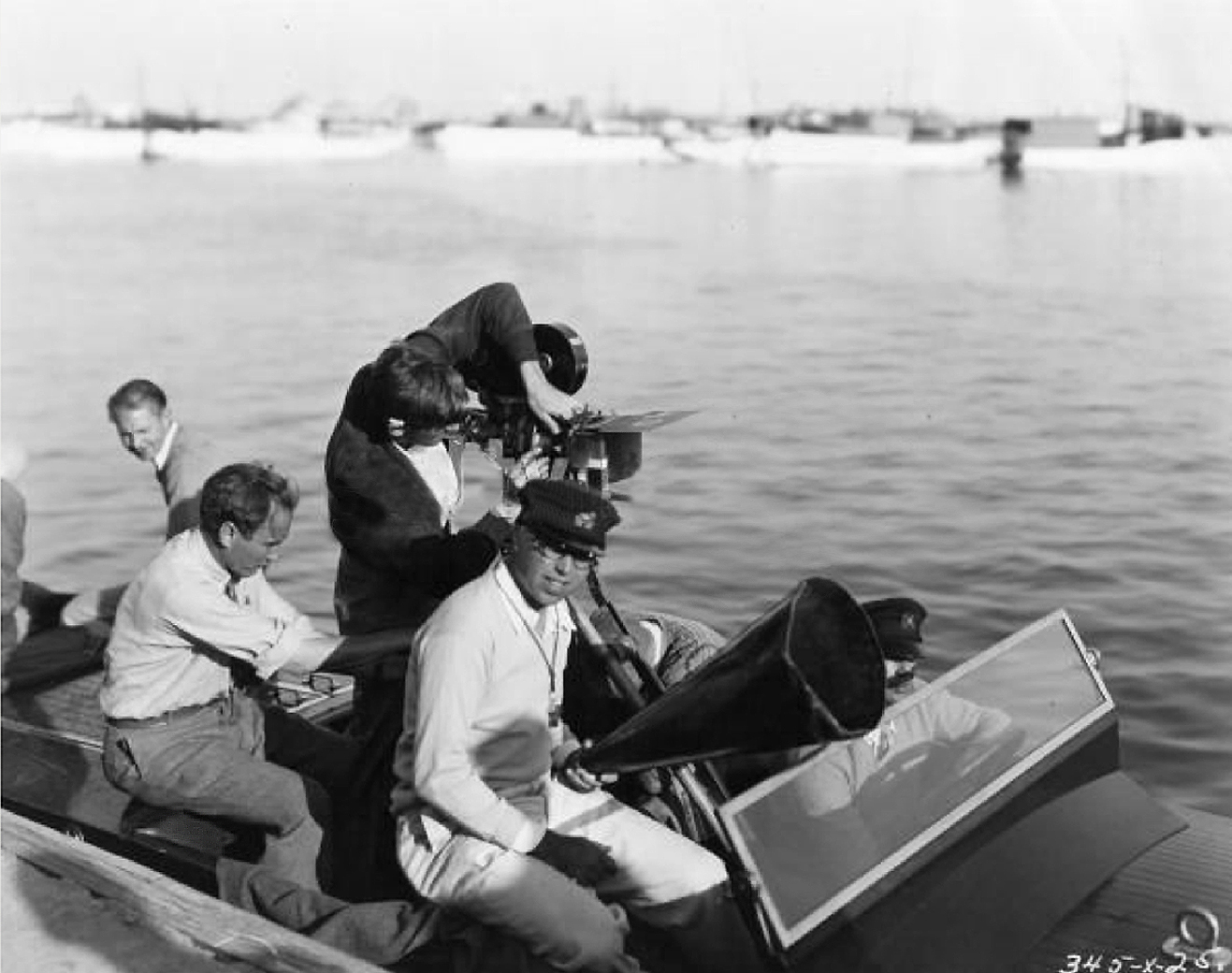
King Vidor (med megafonen) under inspelningen av The Patsy 1928.
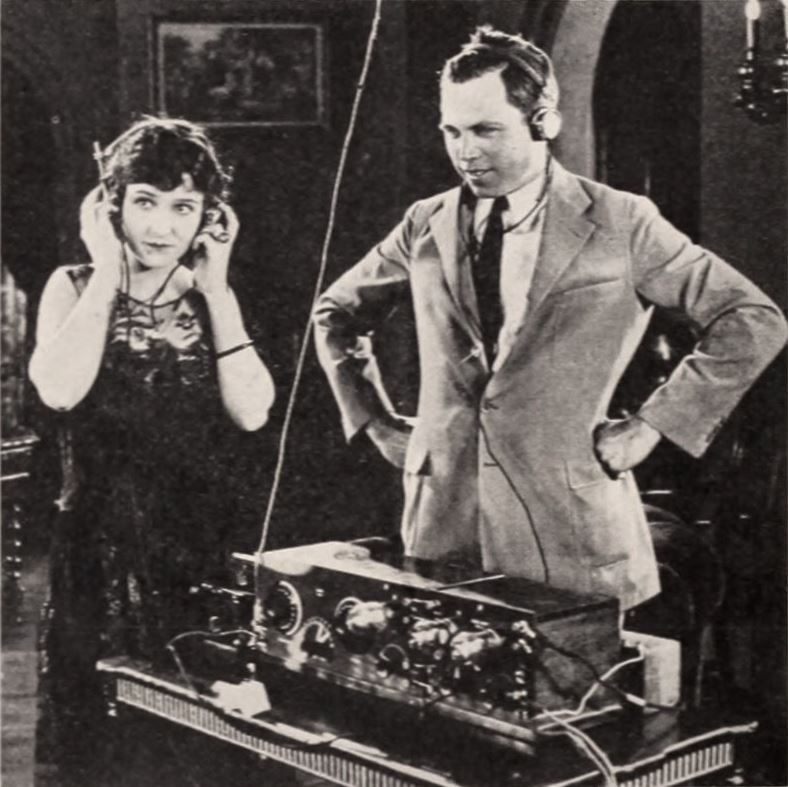
Florence och King Vidor lyssnar på en radioutsändning 1922.
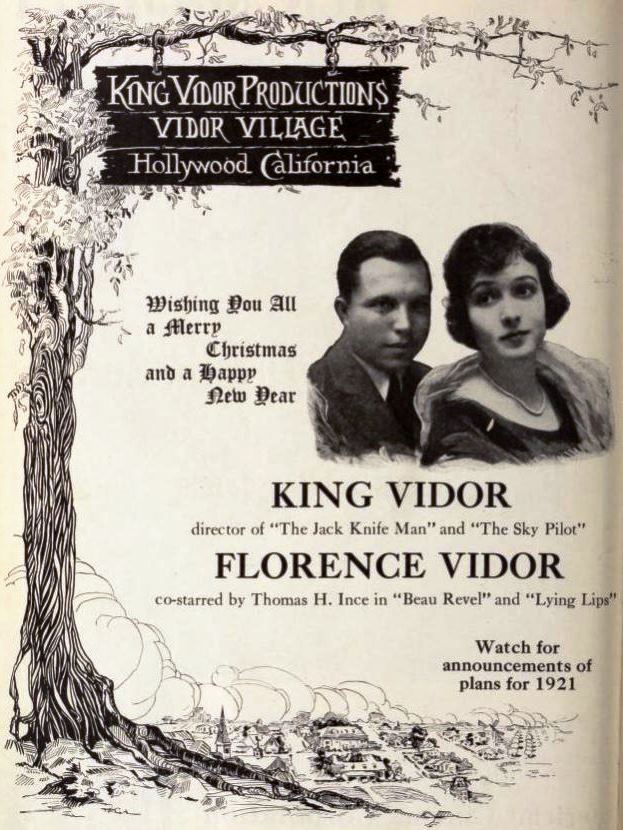
Julkort från King och Florence Vidor 1920.